# بيت طبش (لودر)

تعديل مصدري - تعديل

بيت طبش هي إحدى قرى عزلة زارة بمديرية لودر التابعة لمحافظة أبين، بلغ تعداد سكانها 61 نسمة حسب تعداد اليمن لعام 2004.